# John Murphy (simmare)
John Joseph Murphy, född 19 juli 1953 i Chicago, är en amerikansk före detta simmare.
Murphy blev olympisk guldmedaljör på 4 x 100 meter frisim vid sommarspelen 1972 i München.